# Rileya rhytisma
Rileya rhytisma is een vliesvleugelig insect uit de familie Eurytomidae. De wetenschappelijke naam is voor het eerst geldig gepubliceerd in 2008 door Gates.